# Бжезінський Валер'ян Любомирович
Валер'я́н Любоми́рович Бжезі́нський ( 1894, Кам'янець-Подільський — † 1985) — радянський конструктор.

## Біографія
В 1917 році закінчив Морське інженерне училище. Служив у Військово-морському флоті — капітан першого рангу. 1919 року був командиром Астраханського порту, його комісаром і старшим морським начальником.
Засновник і директор Військово-морського інженерного училища (1922).
Помічник начальника морського флоту з технічно-господарської частини, голова секції науково-технічного комплексу, голова Комісії з нагляду за будівництвом кораблів (1925).
Працював у проектно-конструкторських бюро та заводах суднобудівної промисловості (1933). Очолював Центральне конструкторське бюро № 1 (ЦКБ-1) суднобудування, яке проектувало бойові надводні кораблі для Військово-морського флоту.
1937 року Бжезінського репресовано. 1940 року засуджено на 10 років ув'язнення. Працював в Остехбюро, розробив проекти торпедних катерів. 1949 року Бжезінського перевели на заслання до Єнісейська Красноярського краю Росії.
Звільнено 1952 року, а 1955 року реабілітовано.
Працював старшим будівничим кораблів на Херсонському суднобудівному заводі, з 1955 року — головним конструктором відділу Центрального науково-дослідного інституту імені Олексія Крилова в Ленінграді.

## Електронні джерела
- Російське генеалогічне дерево(рос.)
- Мартиролог [Архівовано 4 березня 2008 у Wayback Machine.]
- Створення і розвиток підводного корабля(рос.)
- Супересмінці «Великого флоту» [Архівовано 18 жовтня 2012 у Wayback Machine.](рос.)
- Енциклопедія кораблів (нереалізовані проекти) [Архівовано 10 січня 2008 у Wayback Machine.](рос.)
- Інженери, військові, вчені, викладачі [Архівовано 20 лютого 2007 у Wayback Machine.](рос.)
- Лінійні кораблі [Архівовано 1 листопада 2007 у Wayback Machine.](рос.)
- Один із легендарних(рос.)
- Кольська енциклопедія(рос.)
- Народження ЦКБС(рос.)